# Sprint bei den Commonwealth Games
Seit 1934 (II. British Empire Games in London) wurden Wettbewerbe im Radsport im Rahmen der Commonwealth Games (früher British Empire Games) für Radrennfahrer aus den Ländern der Commonwealth of Nations veranstaltet. Der Sprint bei den Commonwealth Games gehörte zu den ersten Disziplinen, die dabei im Bahnradsport ausgetragen wurden.

## Palmarès
- 1934  Ernest Higgins
- 1938  Edgar Gray
- 1950  Russell Mockridge
- 1954  Cyril Peacock
- 1958  Dick Ploog
- 1962  Thomas Harrison
- 1966  Roger Gibbon
- 1970  John Nicholson
- 1974  John Nicholson
- 1978  Kenrick Tucker
- 1982  Kenrick Tucker
- 1986  Gary Neiwand
- 1990  Gary Neiwand
- 1994  Gary Neiwand
- 1998  Darryn Hill
- 2002  Ryan Bayley
- 2006  Ryan Bayley
- 2010  Shane Perkins
- 2014  Sam Webster
- 2018  Sam Webster
- 2022  Matthew Richardson
- 2026